# Bruc-sur-Aff
Bruc-sur-Aff település Franciaországban, Ille-et-Vilaine megyében. Lakosainak száma 856 fő (2022. január 1.). Bruc-sur-Aff Pipriac, Saint-Just, Saint-Séglin, Sixt-sur-Aff és Carentoir községekkel határos.

## Népesség
A település népességének változása:
| Lakosok száma | 822  | 792  | 778  | 827  | 852  | 859  | 863  | 866  | 862  | 856  |
|               | 1968 | 1982 | 1990 | 2006 | 2013 | 2015 | 2017 | 2019 | 2020 | 2022 |